# 中山广场 (大连)

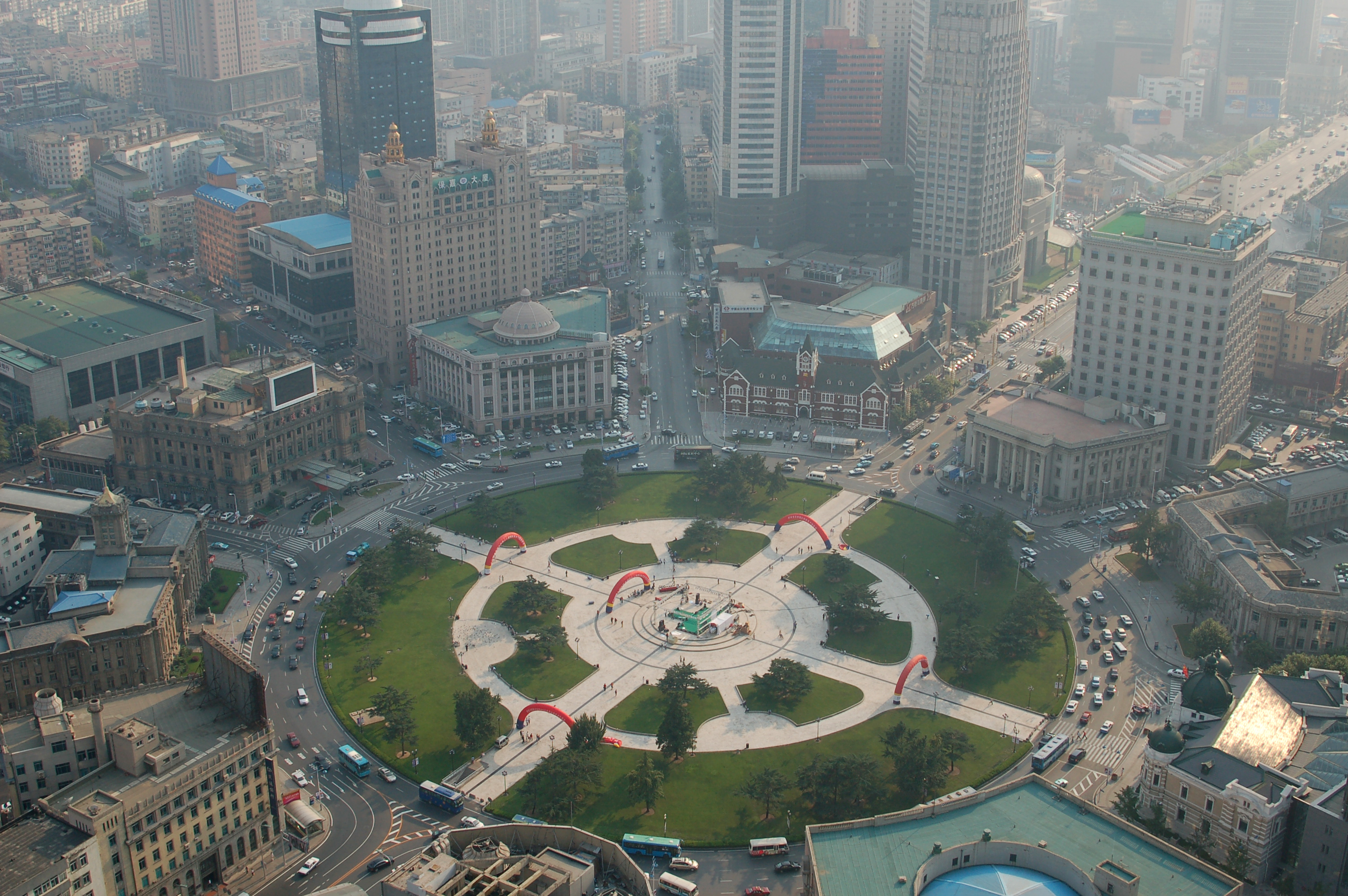
中山广场俯瞰图

大连中山广场位于中国辽宁省大连市东部的中山区，是一个直径213米的大型城市中心广场，呈圆形，以此为中心向外辐射10条道路。

## 历史

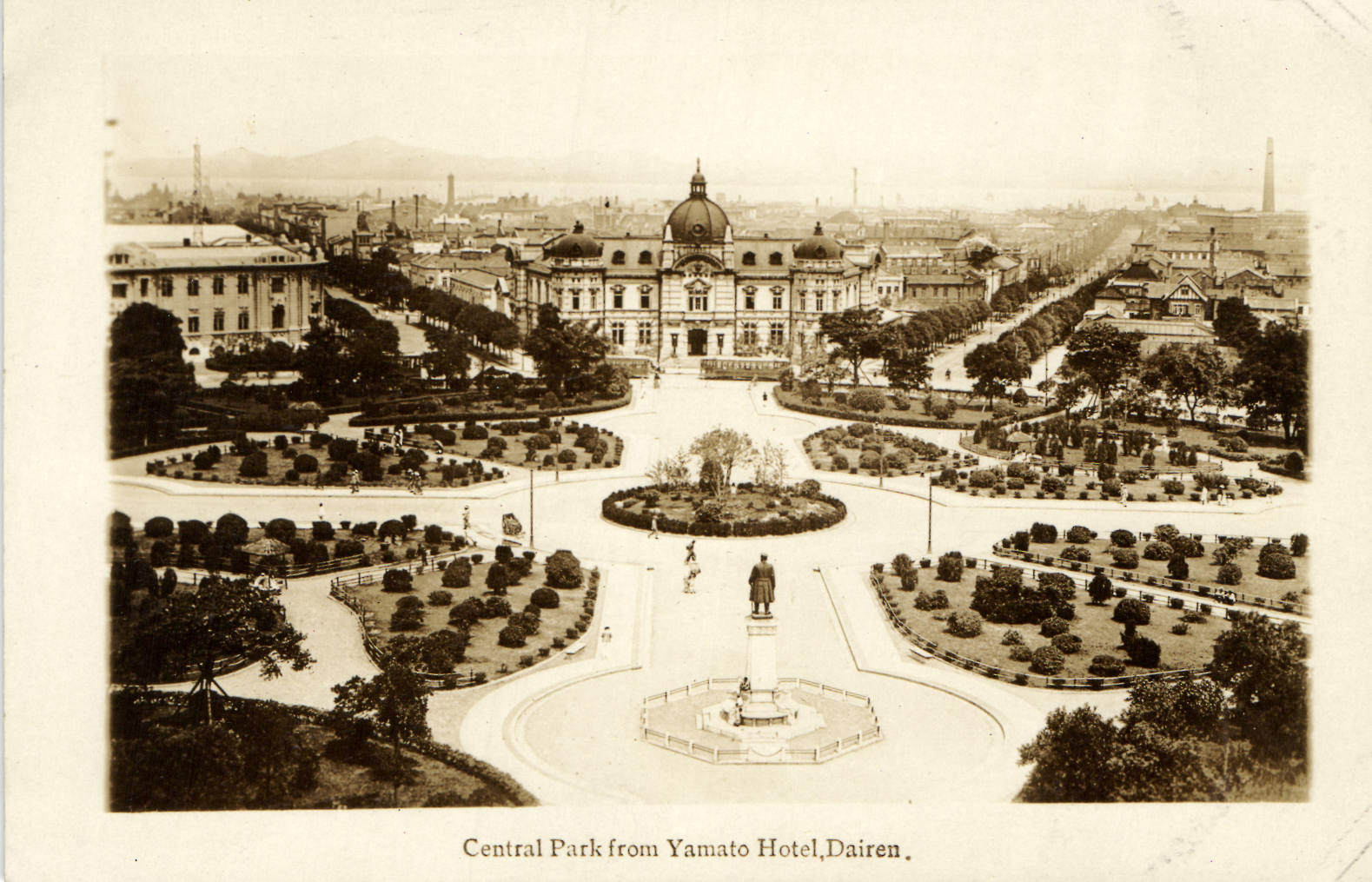
日占时期的中山广场，自大和旅馆拍摄

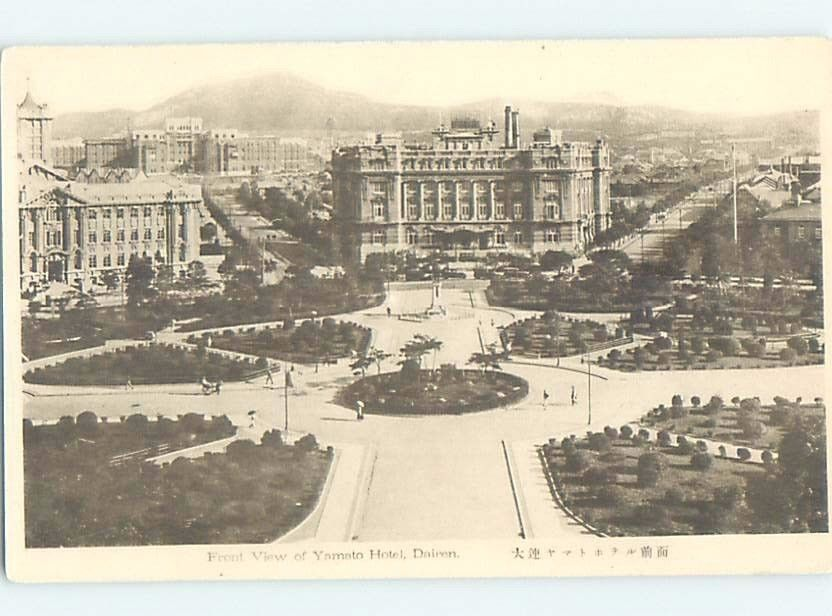
日占时期的中山广场，自大和旅馆对面拍摄

中山广场由沙俄建于1899年，首任市长萨哈罗夫将其命名为尼古拉耶夫广场（俄语：Николаевская площадь），日本占领大连后更名为大广场（日语：大広場，Ōhiroba），1945年后为纪念中国革命先行者孙中山而又更名为中山广场。
该广场规划以巴黎星形广场为范本，以广场为中心，向周边放射出10条街道（逆时针顺序）：
- 播磨町（现延安路）
- 萨摩町（现解放街）
- 东公园町（现鲁迅路）
- 山县通（现人民路）
- 敷岛通（现七一街）
- 奥町（现民生街）
- 大山通（现上海路）
- 骏河町（现民康街）
- 西通（现中山路）
- 越后町（现玉光街）

## 建筑
从1908年到1935年之间广场周边陆续建成10座标志性建筑物，分别属于古典式样、哥特式或文艺复兴式。
2001年，“大连中山广场近代建筑群”由中华人民共和国国务院公布为第五批全国重点文物保护单位，包含广场上的三座建筑：原大连民政署、原朝鲜银行大连支店、原大和旅舍。广场周边余下七座建筑中，英国驻大连领事馆已拆，大连人民文化俱乐部建于中华人民共和国时代，大清银行大连支店旧址、横滨正金银行大连支店旧址、大连市役所旧址、大连中央邮便局旧址、关东都督府邮便电信局旧址五座建筑被选入第九批辽宁省文物保护单位。。

## 交汇道路
以大连中山广场为中心，向外辐射10条道路：
1. 中山路
2. 玉光街
3. 延安路
4. 解放街
5. 鲁迅路
6. 人民路
7. 七一街
8. 民生街
9. 上海路
10. 民康街

## 交通
大连地铁2号线在此设站。
- 中山广场站